# Kıraçtepe, Silvan
Kıraçtepe là một xã thuộc huyện Silvan, tỉnh Diyarbakır, Thổ Nhĩ Kỳ. Dân số thời điểm năm 2008 là 397 người.